# SuperMelodrama
Albums de DeVotchKa
Triple X Tango
(2002)
SuperMelodrama est le premier album du groupe DeVotchKa sorti en 2000.

## Pistes
| No  | Titre                   | Durée |
| --- | ----------------------- | ----- |
| 1.  | Danglin' Feet           | 2:24  |
| 2.  | DeVotchKa!              | 2:58  |
| 3.  | Gasoline Serpent        | 3:03  |
| 4.  | Head Honcho             | 3:11  |
| 5.  | Dark Eyes               | 2:47  |
| 6.  | Whiskey Breath          | 2:45  |
| 7.  | Sunrise on Cicero       | 3:14  |
| 8.  | Cuba Libra              | 2:05  |
| 9.  | The Jaws of the World   | 2:49  |
| 10. | Life Is Short           | 3:28  |
| 11. | ragedy                  | 3:31  |
| 12. | Curse Your Little Heart | 2:55  |
| 13. | In the Tower            | 2:26  |